# Morti nel 1108
| Questa pagina contiene informazioni ricavate automaticamente dalle voci biografiche con l'ausilio del template Bio e di un bot. L'aggiornamento è periodico e automatico e ricostruisce completamente la pagina. Se manca una persona in questa lista, sei pregato di non aggiungerla, ma accertati piuttosto che la sua voce biografica contenga il template Bio e che i dati anagrafici siano correttamente compilati. Se il template Bio manca, inseriscilo tu stesso o, in alternativa, metti l'avviso {{tmp\|Bio}} che ne segnala la mancanza. Se i dati riportati sono sbagliati, correggi direttamente la voce biografica; le modifiche saranno visibili in questa lista entro pochi giorni. Per chiarimenti vedi il progetto biografie. La lista contiene solo le 13 persone che sono citate nell'enciclopedia e per le quali è stato implementato correttamente il template Bio. Pagina aggiornata al 18 mag 2025. |

- 4 gennaio - Gertrude di Polonia, principessa polacca (n. 1025)
- 26 gennaio - Alberico di Cîteaux, abate francese
- 7 marzo - Gundulf di Rochester, vescovo cattolico e ingegnere normanno
- 30 maggio - García Ordóñez, militare spagnolo
- 29 luglio - Filippo I di Francia, re (n. 1052)
- Veera Ballala I, sovrano indiano (n. 1102)
- Cristodulo, monaco cristiano bizantino (n. 1020)
- Gervasio di Bazoches, principe
- Gregorio III dei conti di Tuscolo, nobile italiano
- Guido d'Altavilla, cavaliere medievale normanno
- Rodolfo di Montescaglioso, nobile normanno
- Tamim ibn al-Mu'izz, sovrano berbero
- Abū Ḥafṣ ʿUmar ibn Makkī aṣ-Ṣiqillī, scrittore